# Anna Karina
Anna Karina   (Frederiksberg, 22 de setembre de 1940 - 14è districte de París, 14 de desembre de 2019), de nom real Hanne Karin Blarke Bayer, fou una actriu, directora, escriptora i cantant francesa d'origen danès.
Va traslladar-se a París amb només 17 anys i va treballar com a model publicitària i d'alta costura. Es diu que la mateixa Coco Chanel va suggerir-li el seu nom artístic. És coneguda per protagonitzar diverses pel·lícules de la nouvelle vague francesa durant els anys 60. Va treballar entre d'altres a Le petit soldat (1961), Vivre sa vie (1964), Pierrot, le fou i Suzanne Simonin, la religieuse de Diderot (1965), Comme chez nous (1977) i Chaussette surprise (1978).
El 1961 va guanyar l'Os de Plata a la millor interpretació femenina al Festival Internacional de Cinema de Berlín per la seva interpretació de Une femme est une femme.
A partir dels anys 70 va fundar una productora i va iniciar-se en la direcció. Va destacar també com a cantant i va interpretar memorables cançons, la majoria al costat de Serge Gainsbourg. El 2017 va ser nomenada Cavaller de la Legió d'Honor Francesa.
Va estar casada breument amb el director Jean-Luc Godard, director de moltes de les seves pel·lícules durant els anys 60. Posteriorment va estar casada amb els actors Daniel Duval i Dennis Berry.